# 渡部一夫
渡部 一夫（わたなべ いっぷ、1948年5月17日 - ）は、日本の政治家。立憲民主党所属の南相馬市議会議員（5期）。
衆議院議員（1期）、原町市議会議員（2期）を務めた。

## 経歴
1994年、日本労働組合総連合会相双地域連合会議長に就任。1999年、原町市議会議員選挙に立候補し初当選。2003年、原町市議会議員選挙に立候補し再選。2006年、南相馬市発足により南相馬市議会議員となった。同年南相馬市議会議員選挙に原町選挙区から立候補し再選。2007年、福島県議会議員選挙（原町市選挙区、定数1）に無所属で立候補するも落選（2人中2位）。2009年、第45回衆議院議員総選挙に民主党比例東北ブロック単独27位で出馬するも落選。比例単独25位の山口和之までが当選となり次々点（繰り上げ当選順位2番目）。2010年、石原洋三郎衆議院議員秘書に就任。2011年、福島県議会議員選挙（南相馬市・相馬郡飯舘村選挙区、定数2）に民主党公認で立候補するも落選（3人中3位）。2012年10月9日、民主党比例東北ブロック選出の和嶋未希が山形県酒田市長選挙に出馬するため辞職。これに伴い、同年10月19日に繰上補充の選挙会が開かれ、前回総選挙において民主党比例東北ブロック単独26位で次点（繰り上げ当選順位1番目）であった川口民一元岩手県雫石町長が和嶋の辞職直前の10月5日に民主党を除籍となり、比例名簿からも削除されていたため、次点となっていた渡部が10月22日に繰り上げ当選した。同年11月16日、衆議院解散に伴い、在任期間わずか26日で失職。次期衆議院選挙には不出馬を表明。2014年、南相馬市議会議員選挙に無所属（党籍は民主党）で立候補し3選。会派「改革クラブ」代表。その後は民進党を経て立憲民主党に所属。2018年、南相馬市議会議員選挙に無所属（党籍は立憲民主党）で立候補し4選。2022年、南相馬市議会議員選挙に無所属で立候補し5選。

## その他の役職
- 福島県立小高工業高等学校同窓会長